# 보니파초 3세 델 몬페라토 변경백
보니파초 3세 팔레올로고(이탈리아어: Bonifacio III Paleologo, 1426년 8월 10일 - 1494년)는 1483년부터 사망할때까지 몬페라토 변경백국을 통치한 변경백이다.

## 생애
조반니 자코모 델 몬페라토와 사보이아의 조반나의 아들로 태어났다. 그는 페라라 전쟁에 개입했었던 그의 형인 굴리엘모 8세의 자리를 계승하였다. 그 분쟁의 동부 전선이 발생 했을때, 보니파초는 사보이아 공국의 전진을 맞이 할 수밖에 없었다. 그는 교전 없이 조약을 채결했으며, 그의 조카딸 비안카는 사보이아 공작 카를로 1세 디 사보이아와 혼인을 하였다. 그는 또한 그가 남자 후계자가 없이 자살할 경우, 몬페라토 작위를 후자에게 넘겨주기로 인정하였다.
이 결정은 카살레몬페라토에서 발생한 계승권을 지녔던 루도비코 2세 디 살루초 변경백 또한 왕위를 거머 쥐려던 조반니 4세의 사생아인 시피오네 팔레올로고(Scipione Paleologo)의 암살을 박차를 가하게 하였다. 보니파초는 1486년 살루초와의 전쟁에서 사보이아 가문과 같은 편에 싸웠고, 랑게 지역의 영토가 보니파초에게 귀속되었다.
보니파초는 세 차례 결혼을 하였는데, 첫 번째는 제노바 공화국의 도제 피에트로 캄포프레고소의 딸 오르비에타나 디 캄포프레고소(Orvietana di Campofregoso)와 하였다. 두 번째 결혼은 장 2세 드 브로스의 딸 엘렌 드 브로스(Hélène de Brosee)이고, 세 번째는 세르비아의 대공 스테판 브란코비치의 딸 마리야 브란코비치와 혼인하였다. 그는 마지막 결혼을 통해서 두 명의 아들을 두었다.
보니파초 사망 후, 그의 장자 굴리엘모가 자리를 계승하였다. 그의 또다른 아들 조반니 조르조는 몬페라토 후국의 마지막 변경백이 된다.
| 전임 굴리엘모 8세 | 몬페라토 변경백 1483년 - 1494년 | 후임 굴리엘모 9세 |